# Parafia św. Mateusza Apostoła i Ewangelisty w Murzynnie
Parafia Świętego Mateusza Apostoła i Ewangelisty w Murzynnie jest jedną z 11 parafii leżącą w granicach dekanatu gniewkowskiego. 

## Historia
Przez cały okres istnienia parafia miała sześć budynków. Obecny kościół został zbudowany w 1934, a jego projektantem był architekt Lucjan Michałowski. Parafia została erygowana w 1730 roku.  

## Proboszczowie
- ks. Edmund Napierała (?–2023)[2]
- ks. Piotr Kunicki (2023– )[3]

## Dokumenty
Księgi metrykalne: 
- ochrzczonych od 1945 roku
- małżeństw od 1945 roku
- zmarłych od 1945 roku